# کریستین دال مورا
کریستین دال مورا (انگلیسی: Christian Dalle Mura؛ زادهٔ ۲ فوریهٔ ۲۰۰۲) بازیکن فوتبال اهل ایتالیا است.
وی همچنین در تیم‌های ملی فوتبال زیر ۱۷ سال ایتالیا، زیر ۱۸ سال ایتالیا، زیر ۱۹ سال ایتالیا، و زیر ۲۰ سال ایتالیا بازی کرده‌است.